# ダマスカス占領 (1920年)
1920年のダマスカス占領は、フランス・シリア戦争の最初の局面である。
ほとんど抵抗なくフランス軍がダマスカスを占領して、シリア・アラブ王国が終わり、フランス委任統治領シリアに移行した。すぐ後、1920年9月、ダマスカスはフランスの委任統治の下でダマスカス国の首都として設立された。

## 歴史
1920年1月に勃発したフランスに対するハーシム家の戦争は、まもなく、新生シリア・アラブ王国にとって壊滅的な戦いになった。フランスとの長い流血の戦争の結果を心配して、ファイサル王は1920年7月14日に降伏したが、王のメッセージは防衛大臣Yusuf al-Azmaには届かず、王を無視してフランスの進軍からシリアを守るためにMaysalunまで軍を率いた。マイサランの戦いによりシリアが壊滅的な敗北を喫した。その後フランス軍はダマスカスまで進軍して1920年7月24日に占領した。
フランス軍はダマスカスの住民による抵抗にはほとんど遭わなかったが、進軍の最初の頃に、ShaghourとMidanの住民との間で銃撃戦になった。1日後、Ala al-Din al-Tarubiによる親フランス政府が発足した。